# 漢科卡拉尼山 (拉巴斯省)
16°34′57″S 67°53′4″W / 16.58250°S 67.88444°W
漢科卡拉尼山（Janq'u Qalani），是玻利維亞的山峰，位於該國西部拉巴斯省的佩德羅多明戈穆里略省，處於穆魯拉塔山、科塔帕塔山、喬羅山和維拉科塔山西南面，屬於安第斯山脈中玻利維亞瑞阿爾山脈的一部分，海拔高度4,592米。